# بکتون (تگزاس)
بکتون (به انگلیسی: Becton) یک منطقهٔ مسکونی در ایالات متحده آمریکا است که در تگزاس واقع شده‌است. بکتون ۹۹۲٫۱۴ متر بالاتر از سطح دریا واقع شده‌است.